# Miratech
Miratech est une entreprise privée immatriculée en France, spécialisée dans le conseil et les études autour de l'expérience utilisateur sur les interfaces web et mobiles.
Miratech intervient dans tous les domaines d’activité, aux plans français et international
.

## Histoire
Miratech a été créée en 2005 par Jérémie Eskenazi afin de proposer aux entreprises des tests utilisateurs avec la technologie eye tracking (Oculométrie) sur leurs sites Internet.
Miratech a progressivement élargi ses activités sur le plan international, puis avec d’autres méthodes d’étude que l’oculométrie, puis sur d’autres interfaces que des sites Internet. En 2007, Miratech ouvre un pôle de conseil et de conception centrée utilisateur. En 2010, Miratech ouvre un pôle de développement web et mobile. En 2013, Miratech ouvre des activités de tierce recette applicative mobile.

## Contrôle
Le fondateur de Miratech détient 100 % du capital[réf. souhaitée].

## Organisation
Les activités de Miratech sont organisées en quatre pôles :
- Miratech Études : réalise des tests utilisateurs, sur tous les types d’interfaces et principalement sur les sites Internet et les sites et applications mobiles.
- Miratech Conseil : conçoit l’architecture et l’ergonomie des interfaces ;
- Miratech Développement : propose l'intégration et le développement des sites et des applis web et mobile ;
- Miratech Recette : propose principalement la tierce recette applicative sur terminaux mobiles.